# Fransk ängelfisk
Fransk ängelfisk (Pomacanthus paru) är en fiskart som först beskrevs av Bloch, 1787.  Fransk ängelfisk ingår i släktet Pomacanthus och familjen Pomacanthidae. IUCN kategoriserar arten globalt som livskraftig. Inga underarter finns listade i Catalogue of Life.